# Circuit de Mandalika
Le circuit de Mandalika est un circuit de vitesse situé sur l’île de Lombok en Indonésie et ouvert en 2021. Il accueille à partir de 2022 le Grand Prix moto d'Indonésie.

## Historique

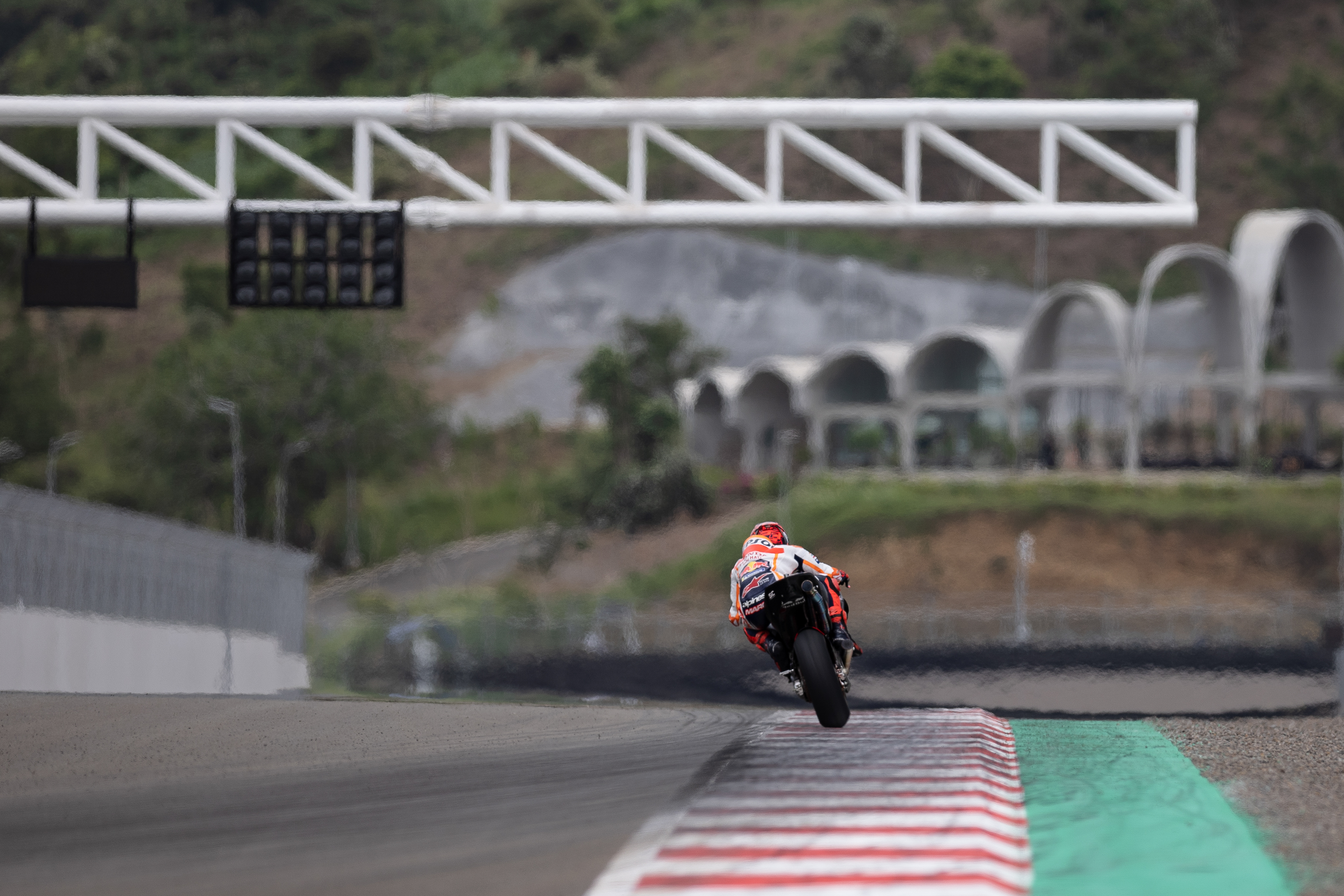
Marc Márquez sortant du dernier virage lors des tests de pré-saison 2022.

Le 23 février 2019, il est annoncé que Mandalika serait l’hôte du retour du Grand Prix moto d'Indonésie en 2021. Les deux premières éditions de l’épreuve avaient eu lieu en 1996 et 1997 sur le circuit international de Sentul situé près de Jakarta, mais elle avait été abandonnée à la suite de la crise asiatique de 1997.
En avril 2021, après des retards consécutifs notamment à la pandémie de Covid-19, il est annoncé que le tracé est terminé, mais pas les infrastructures associées. Le circuit reçoit la visite de représentants de la FIM et de la Dorna qui assurent que le complexe sera bien présent au calendrier de la saison 2022.
Le circuit est finalement inauguré le 12 novembre 2021 par le président indonésien Joko Widodo. Durant le même mois, le complexe accueille l'Asia Talent Cup et le championnat du monde de Superbike.
Début 2022, il reçoit les tests de pré-saison du MotoGP mais il est constaté une détérioration extrême de l'asphalte. Après avoir bénéficié d'un resurfaçage, le circuit accueille finalement la 3e édition du Grand Prix moto d'Indonésie du 18 au 20 mars 2022.
Il accueille ensuite la quatrième édition du Grand Prix moto d'Indonésie du 13 au 15 octobre 2023. Durant la qualification, l'Italien Luca Marini devient le premier à passer en dessous des 1 minute 30 s avec une pole position effectué en 1 min 29 s 978.

## Situation

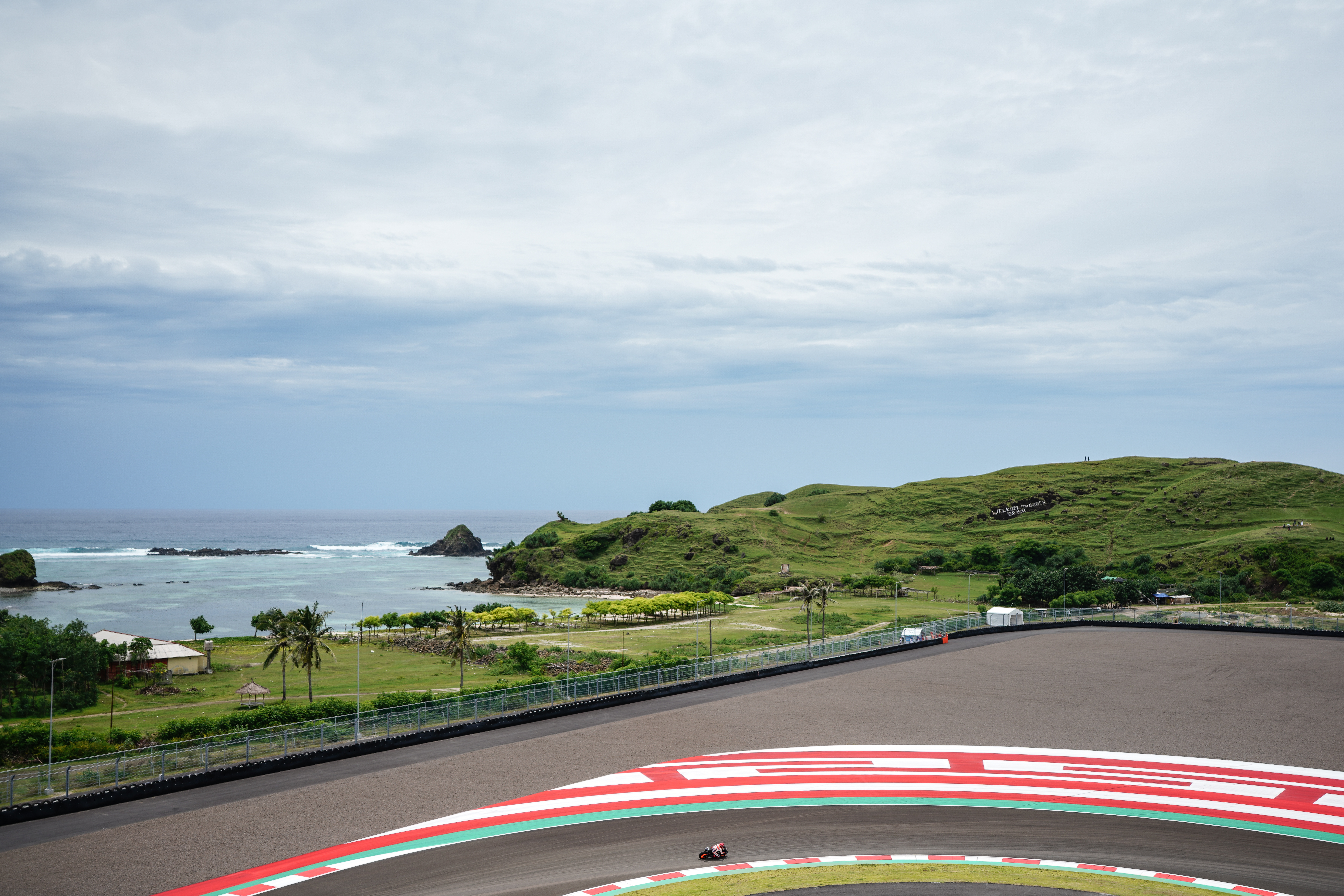
Le virage 10 et l’environnement du circuit.

Le circuit est situé sur l'île de Lombok et fait partie d’un vaste ensemble touristique et immobilier en construction qui s'étale sur plus de mille hectares. Il a été édifié dans le but d'augmenter le nombre de touristes qui se rendent dans la station balnéaire de Mandalika, le pays souhaitant développer le tourisme dans plusieurs régions. C'est le groupe français Vinci Construction qui a remporté l'appel d'offres.

## Controverses
Le projet a été fortement critiqué par l'ONU en raison du fait qu'une cinquantaine de familles ont été dépossédées de leurs maisons, de leurs terres et de leurs moyens de subsistance,,. Plusieurs villages ont ainsi été déplacés de gré ou de force.
De plus, l'île de Lombok où se situe le circuit est en proie à un risque de tremblement de terre important, avec par exemple un fort séisme qui l’a frappée en 2018 et qui a fait plus de 500 morts et de nombreux dégâts. Des écologistes s’inquiètent également des possibilités de glissements de terrain en raison du projet qui a supprimé la couverture végétale.

## Records du tour
| Categorie | Temps    | Pilote       | Véhicule              | Date                             |
| --------- | -------- | ------------ | --------------------- | -------------------------------- |
| MotoGP    | 1:29.088 | Jorge Martín | Ducati Desmosedici GP | Grand Prix moto d'Indonésie 2024 |
| Moto2     | 1:33.434 | Aron Canet   | Kalex Moto2           | Grand Prix moto d'Indonésie 2024 |
| Moto3     | 1:37.332 | Ivan Ortola  | KTM RC250GP           | Grand Prix moto d'Indonésie 2024 |